# Iglesia de Santa Coloma (Santa Coloma de Andorra)
La iglesia parroquial de Santa Coloma es un templo localizado en Santa Coloma de Andorra, Andorra la Vieja, Andorra.
Es uno de los edificios más interesantes de todo el valle.

## Historia
Es un templo de origen prerrománico andorrano, situado en la margen derecha del río Valira, entre San Julián de Loria y Andorra la Vieja, parroquia esta última a la cual pertenece.
Se trata de una de las iglesias más antiguas del Principado, pues ya aparece citada en 1040 en las actas de consagración de la catedral de La Seo de Urgel (Lérida).

## Descripción
Inicialmente prerrománica, la iglesia ha sufrido a lo largo de los tiempos numerosas modificaciones.
La estructura del templo presenta planta de nave rectangular, ábside cuadrangular orientado hacia el este, portada y pórtico en el muro sur de la nave.
La torre de campanario de planta circular y 17 metros y medio de altura, posee cuatro pisos con dos pares de ventanas geminadas con decoración lombarda en cada uno de ellos y se cierra con una techumbre cónica.
La cubierta de la nave se encuentra realizada con armadura de madera y los tejados son de pizarra. El acceso al templo se realiza mediante una puerta con arco de medio punto decorada con una arquivolta de dientes de sierra y una cruz de piedra sobre el clave.

## Interior
En cuanto a la decoración interior de la iglesia y aunque tuvo un importante programa mural, actualmente solamente se conserva in situ una representación del Agnus Dei. El resto se halla repartido entre el Museo Prusiano Estatal de Cultura de Berlín y coleccionistas particulares. Los temas representados en la zona del ábside eran la Virgen María, los apóstoles, la Maiestas Domini y una paloma.
El interior del templo conserva también una representación en madera policromada de Nuestra Señora de los Remedios, del siglo XIII.

## Galería

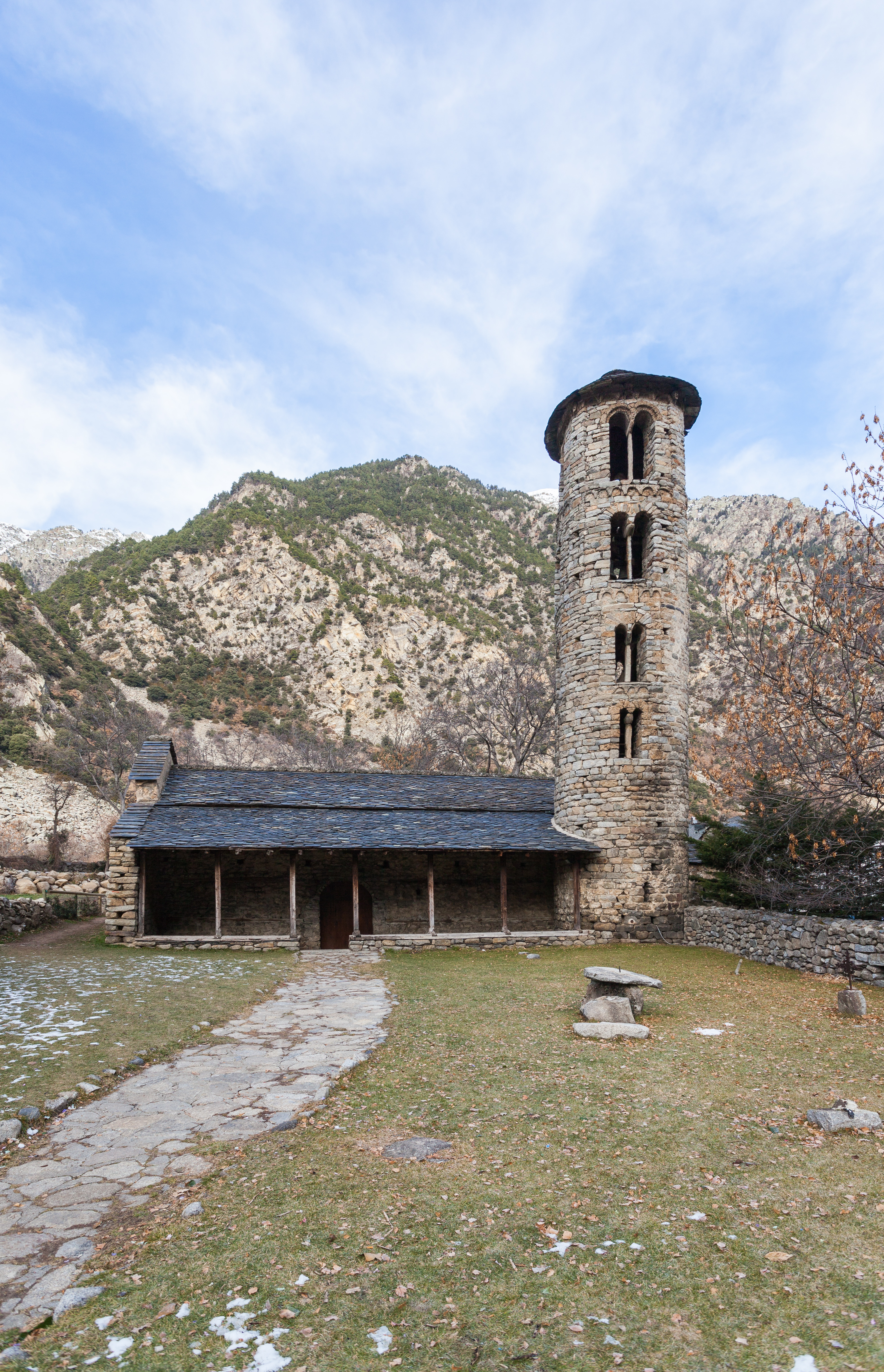
Vista desde el sur.
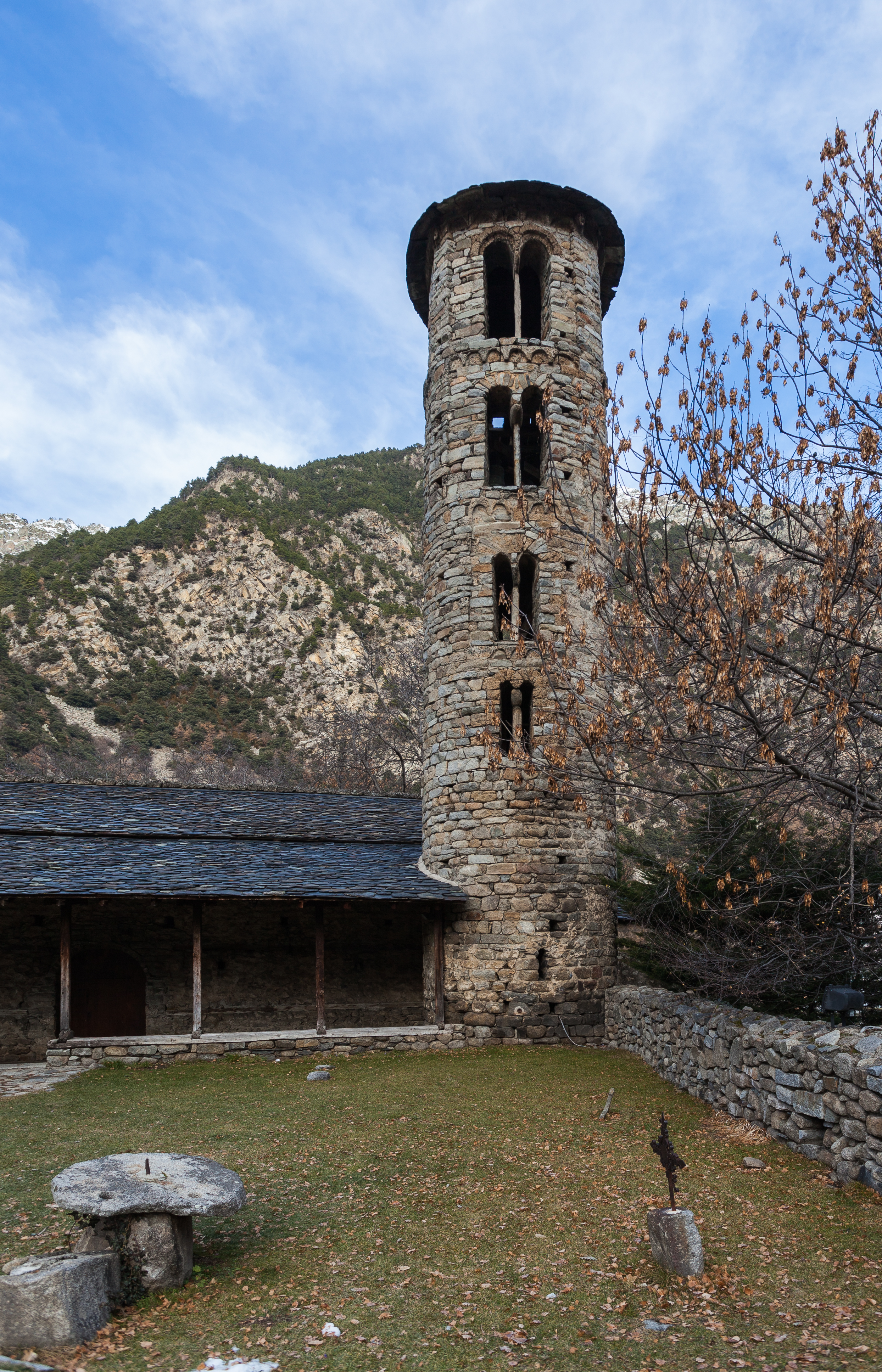
Pórtico y campanario.
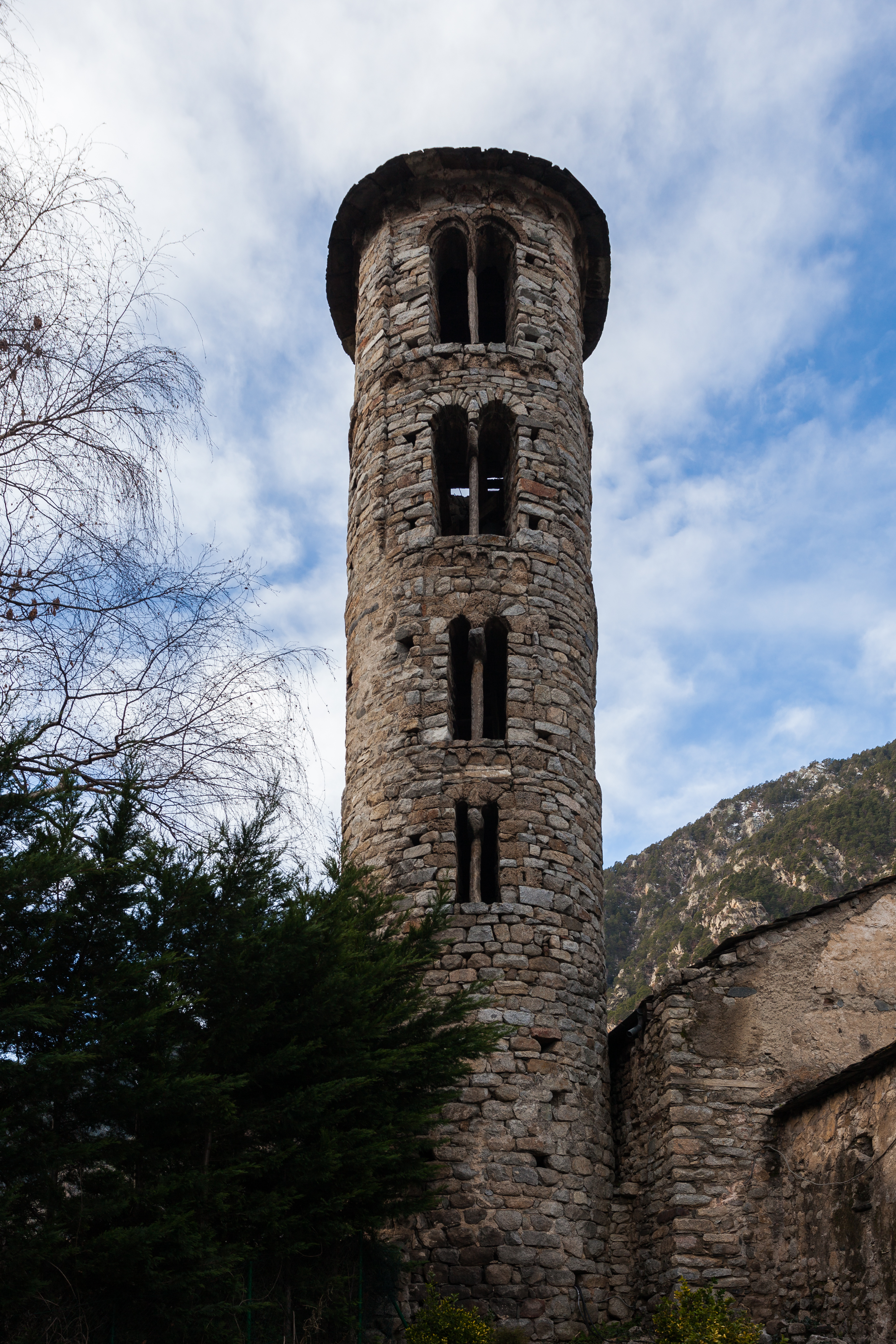
Campanario.
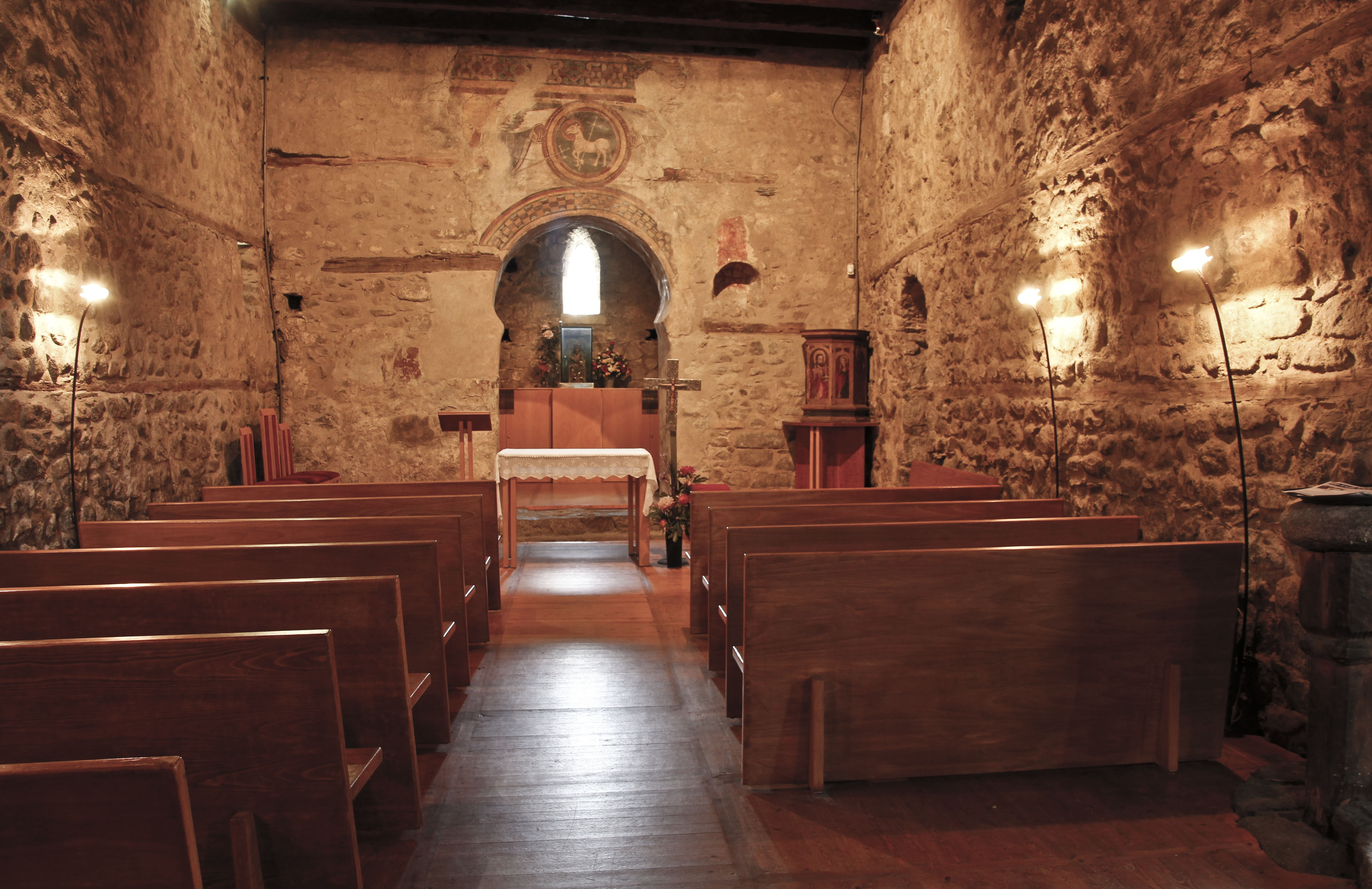
Interior.
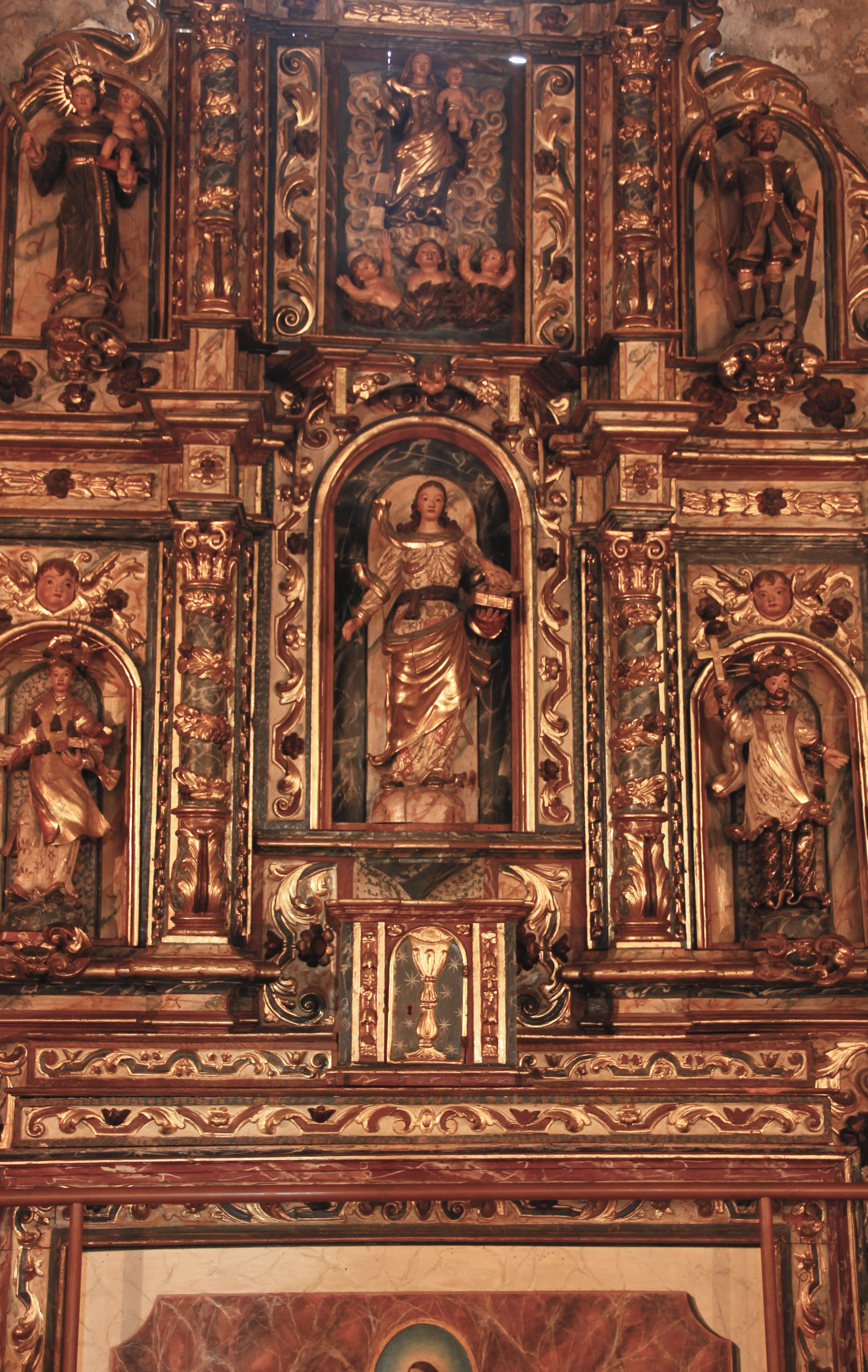
Retablo del altar mayor.
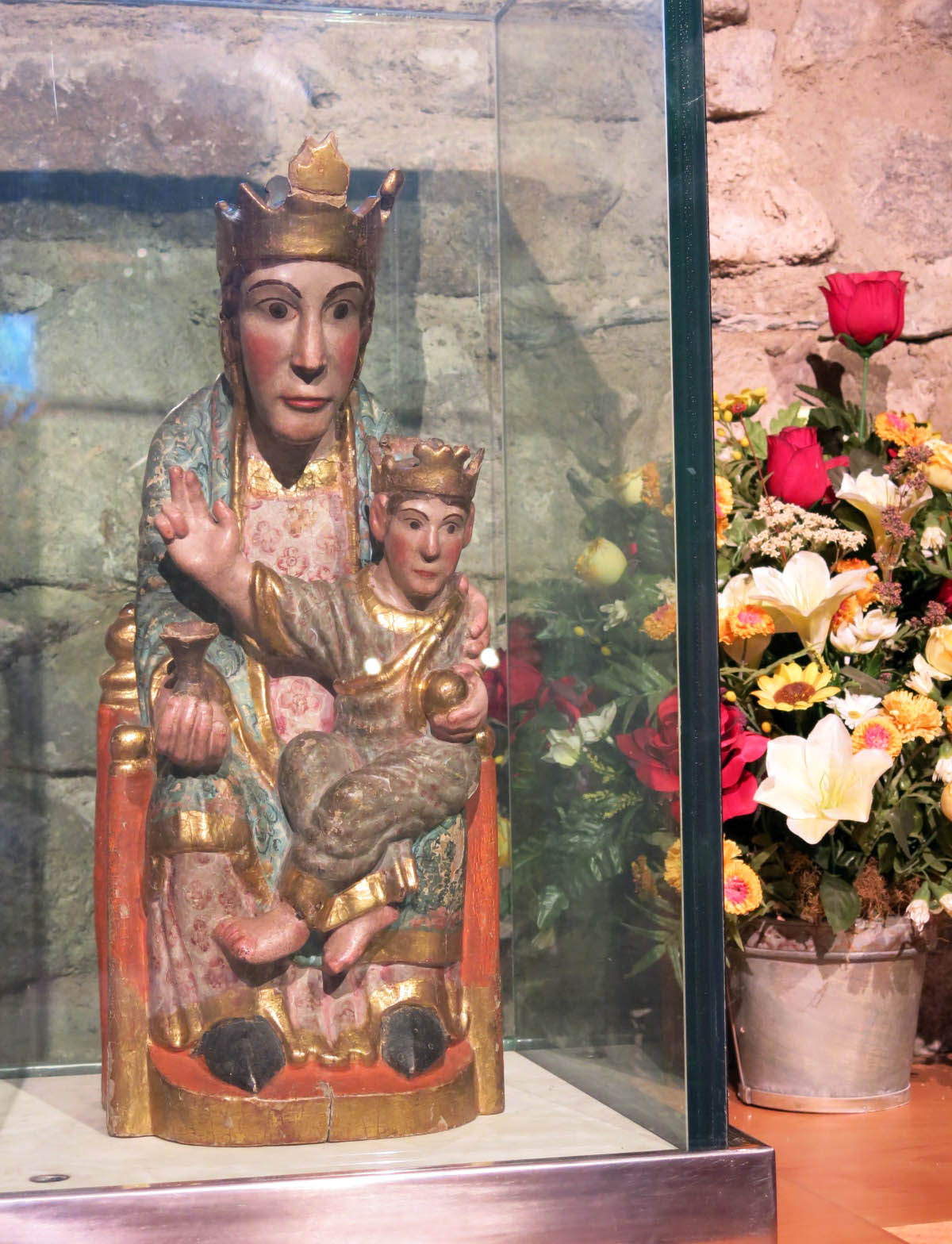
Talla de Nostra Senyora dels Remeis.